# Estereoespecificidade
Em química, estereoespecificidade é a propriedade de um mecanismo de reação que conduz a diferentes produtos estereoisoméricos de reação de diferentes reagentes estereoisoméricos, ou os quais operam em somente um (ou um subconjunto) dos estereoisômeros . 